# Oncaea derivata
Oncaea derivata är en kräftdjursart som beskrevs av Heron och Bradford-Grieve 1995. Oncaea derivata ingår i släktet Oncaea och familjen Oncaeidae. Inga underarter finns listade i Catalogue of Life.